# Kurt Ganske
Kurt Ganske (* 14. Januar 1905 in Kiel; † 20. März 1979 in Göttingen) war ein deutscher Buchhändler und Verleger.

## Leben und Wirken
In den 1920er Jahren trat Kurt Ganske in den von seinem Vater Richard Ganske in Kiel gegründeten Lesezirkel „Leserkreis Daheim“ ein und übernahm 1929 dessen Leitung. In den 1930er Jahren versorgte der „Leserkreis Daheim im Deutschen Reich“ mit über 30 Filialen 180.000 Menschen mit Lektüre.
Nach dem Zweiten Weltkrieg expandierte das Unternehmen weiter. Ganske gründete 1947 die Zeitschrift Merian und übernahm 1950 den Hamburger Buchverlag Hoffmann und Campe, an dem er seit 1941 beteiligt war.
1948 gründete Ganske in Hannover den Jahreszeiten Verlag, den er wenig später nach Hamburg verlegte. Ursprünglich gedacht als Lesestofflieferant für seinen Lesezirkel, entwickelte sich das Unternehmen zu einem bis heute erfolgreichen Verlag für gehobene Zeitschriften.
Von 1956 bis 1974 war Ganske Mehrheitsgesellschafter der Wochenzeitung Rheinischer Merkur.
Seit 1978 ist der Hoffmann und Campe Verlag auch Gesellschafter des Deutschen Taschenbuch Verlages (dtv).
Heute sind alle Unternehmen unter dem Dach der Ganske-Verlagsgruppe zusammengefasst.
Ganske lebte zurückgezogen, pflegte aber – insbesondere auf dem 1934 von seinem Vater gekauften Gut Hohenhaus bei Herleshausen – intensiven Kontakt mit den Schriftstellern seines Hauses wie Max Tau, Hoimar von Ditfurth und Siegfried Lenz, der 1951 seinen Erstling Es waren Habichte in der Luft bei Hoffmann und Campe veröffentlichte und bis zu seinem Tod Autor des Hauses war.
Ganske liebte das Bergsteigen und war leidenschaftlicher Jäger. Er war verheiratet mit Gerda Ganske (geb. Tolle; * 15. Dezember 1913, † 3. Juli 2008) und hatte drei Söhne und eine Tochter; sein Sohn Thomas war seit 1975 Leiter des Merian-Verlages und Mitglied der Hoffmann und Campe-Geschäftsleitung und übernahm nach Kurt Ganskes Tod den Vorstandsvorsitz der Ganske Verlagsgruppe.